# Olimpiodor el Diaca
Olimpiodor el Diaca (grec antic: Ὀλυμπιόδωρος, llatí: Olympiodorus), anomenat també Olimpiodor el Monjo, fou un religiós grec que va viure al segle vi. Era diaca a l'església d'Alexandria, la capital d'Egipte. L'esmenta especialment Anastasi el Sinaïta, que va florir al final del segle vii. Va escriure diversos comentaris sobre els llibres de Job (Hypotheses in Librum Jobi), Esdres, Jeremies i Eclesiastès.